# Mike Mullins
Michael John Marisch “Mike” Mullins (Auckland, 29 ottobre 1970) è un ex rugbista a 15 e allenatore di rugby a 15 neozelandese, che ha militato nel ruolo di tre quarti centro per tutta la sua carriera professionistica nelle Isole Britanniche e ha disputato la Coppa del Mondo di rugby 1999 per l'Irlanda.

## Biografia
Figlio di un emigrante di Limerick che si stabilì nell'isola settentrionale della Nuova Zelanda, Mullins crebbe giocando a rugby e militando nelle giovanili della provincia di North Harbour.
Il suo impiego in prima squadra, tuttavia, fu limitato a soli 20 incontri essendo chiuso nel ruolo da giocatori internazionali come Walter Little, Frank Bunce, Eric Rush e Glen Osborne.
Mullins decise quindi di diventare professionista in Inghilterra e si trasferì al Waterloo, club di Sefton non lontano da Liverpool; successivamente fu a Wakefield (West Yorkshire) e, dopo alcuni problemi finanziari del club, al West Hartlepool in Premiership.
Nel 1999 passò quindi alla squadra provinciale irlandese di Munster con cui disputò fino al 2002 il campionato interprovinciale e, dal 2001, anche la Celtic League, che si aggiudicò nella stagione 2002-03.
Avendo scelto di rappresentare l'Irlanda per via della nazionalità di suo padre, esordì per la Nazionale in maglia verde nei test di preparazione alla Coppa del Mondo di rugby 1999 contro l'Argentina e, successivamente, fu incluso nella squadra che prese parte alla competizione mondiale.
Fu in Nazionale fino al 2003 e nei quattro anni di attività internazionale assommò 16 presenze con tre mete.
Al suo attivo anche una convocazione nei Barbarians a Lisbona nel 2004 per un incontro con un XV del Portogallo.
Alla fine della stagione 2005-06 Mullins smise l'attività agonistica per tornare in Nuova Zelanda, dove divenne allenatore della squadra provinciale di North Otago, incarico che tenne una prima volta fino al 2010 quando la dirigenza lo spostò a un altro compito tecnico; nel 2013 fu richiamato alla guida della squadra con un contratto annuale al termine del quale tuttavia decise di non dare ulteriore seguito.

## Palmarès
- Celtic League: 1
Munster: 2002–03
- Celtic Cup: 1
Munster: 2004-05